# Аг Аполлоні
Ag Apolloni (нар. 13 червня 1982) — албанський письменник, поет, драматург, науковець та есеїст. Він професор Університет Приштини. Його літературні твори відрізняються драматичним виміром, філософським трактуванням і критичним ставленням до історії, політики та суспільства.

## Твори

### Лірика
- Zomb. (2009)
- Sandalet e Senekës. (2020)

### Романи
- Ulurima e ujkut. (2013)
- Zazen. (2014)
- Një fije shprese, një fije shkrepëse. (2020)

### П'єси
- Drama: Stefani, Halloween, Judita, Mat. (2010)
- Hamleti simbas Horacit. (2017)
- Skënderbeu: Manuskripti i Marlout. (2018)